# Bankhaus Neelmeyer
Das Bankhaus Neelmeyer ist eine Privatbank mit Stammsitz am Bremer Marktplatz in der Freien Hansestadt Bremen. Seit 2019 firmiert es als Zweigniederlassung der Oldenburgische Landesbank AG.

## Geschichte

### Gründung und 1920er Jahre
Franz Neelmeyer betrieb von 1907 bis 1920 ein Maklergeschäft als Einzelfirma, die im November in eine offene Handelsgesellschaft und 1922 wieder in eine Einzelfirma umgewandelt wurde. 1922 trat Heinrich Landwehr als Gesellschafter ein, aber noch fehlte das Kapital zur Gründung einer Bank.
Das Maklergeschäft Neelmeyers wurde 1923 mit Kapital und Personal der Oldenburgischen Spar- und Leihbank in eine Bank umgewandelt. Die Oldenburger brachten 150 Mio. Mark ein. In der Kommanditgesellschaft Bankgeschäft P. Franz Neelmeyer & Co, Kommandite der Oldenburgischen Spar- und Leihbank hafteten vier Gesellschafter persönlich: Franz Neelmeyer und sein Prokurist Heinrich Landwehr von der Maklerfirma sowie Herrman Leverenz und Adolf Arnold aus der Oldenburgischen Bank. Ende 1923 hatte die Bank acht Mitarbeiter. Ende 1923 belief sich auf Grund der Inflation die „Papier-Mark-Bilanz“ auf über 360 Billiarden Mark. Die Bank überstand die krisenreiche Zeit der Weimarer Republik weitgehend unbeschadet und es wurden auch Dienstleistungen für Geschäftskunden angeboten. Sie wurde zunächst in gemieteten Räumen der Neuen Sparcasse Am Markt 14 betrieben. 1924 zog man aus Platzmangel in das gemietete Haus Buchtstraße 67–68 (Ecke Sandstraße). 1927 erhöhte die Oldenburger Bank ihre Einlage auf 600.000 RM. Im selben Jahr kaufte man nach der Fusion der Neuen Sparcasse mit der Sparkasse Bremen die Immobilie Am Markt 14. 1929 reduzierte sich durch den Schwarzen Freitag die Bilanzsumme um 50 % und sank 1930 weiter. Während der Bankenkrise 1931 wurde die Schröder-Bank nach dem spekulativen Konkurs der Nordwolle vorübergehend zahlungsunfähig und wie die Bremer Beamtenbank musste auch das Bankgeschäft Neelmeyer seine Schalter schließen, weil sehr viele Kunden ihre Einlagen zurückforderten.

### Zeit des Nationalsozialismus
Das Bankgeschäft Neelmeyer profitierte ab 1933 vom Ausbau der Bremischen Häfen und der Rüstungsindustrie. Leverenz und Landwehr traten 1934 in die SA und 1937 in die NSDAP ein. Die Neelmeyer Bank unterstellte sich „in leidenschaftlicher Hingabe der Ideen des Führers“ und diente „der Wirtschaftsentwicklung des gesamten deutschen Vaterlandes“. 1938 wurden die Konten der jüdischen Kunden auch bei der Neelmeyer-Bank gesperrt. Der Geldumfang wuchs ständig weiter. 1941 hatte das Unternehmen 30 Angestellte und eine Bilanzsumme von ca. 13 Millionen Reichsmark. Laut Geschäftsbericht 1942 profitierte die Bank im Wesentlichen von Krediten für Rüstungsaufträge. 1944 brannte das Bankgebäude nieder. Das Bankgeschäft konnte provisorisch in den Kellerräumen der Ruine und in Räumen der Bremer Landesbank weitergehen.

### Nachkriegsentwicklung
Ende 1945 hatte das Bankhaus wieder 23 Mitarbeiter. Die Entnazifizierungskommission stellte fest, dass Hermann Leverenz sich „nicht aktiv für die NSDAP eingesetzt“ hat und „nur dem Namen nach Nationalsozialist“ gewesen sei. 1948 wurde er als Mitläufer eingestuft, ebenso Heinrich Landwehr. Beide mussten eine Geldstrafe von je 2000 RM zahlen. 1946 begann der Wiederaufbau des Bankgebäudes Am Markt 14, auch mit Hilfe der Angestellten in ihrer Freizeit.
1953 wurde das im Krieg schwer beschädigte Nachbarhaus Am Markt 15/16 gekauft, bis 1954 wiederaufgebaut und umgestaltet und mit dem Stammhaus vereint. Die Bank wuchs in dieser Zeit von 70 auf 117 Mitarbeiter und der Gewinn stieg von 249.000 DM im Jahr 1951 auf 733.000 DM im Jahr 1954. 1958 wurde der Namenszusatz Bankhaus gewährt. In den Jahren 1959 bis 1971 wurden Filialen am Breitenweg, in Gröpelingen und Schwachhausen sowie in der Pappelstraße, An der Herrlichkeit, in Vegesack, Osterholz, Horn-Lehe, Hastedt und in Delmenhorst eröffnet. 1961 sank der Gewinn gegenüber dem Vorjahr um 30 % auf 1,9 Mio. DM. Grund war der Zusammenbruch der Borgward-Werke sowie eine Wirtschaftskrise.
1964 erfolgte die Umwandlung der Kommandit- in eine Aktiengesellschaft mit einem Kapital von 10 Millionen DM, an der sich die Sparkasse Bremen beteiligte. Bis 1982 betrug die jährliche Dividende 10 %. 1965 wurde die Herrmann-Leverenz-Stiftung gegründet. Das Geschäftshaus an der Herrlichkeit wurde 1967 bezogen und mit der ersten EDV-Technik ausgerüstet. 1969 wurde das Aktienkapital um 30 % auf 13 Mio. DM erhöht; die Aktien werden an die Bremer Landesbank verkauft, die damit 26 % der Aktien hielt. Im Zuge der durch die Herstatt-Pleite ausgelöste Bankenkrise 1974 kam auch das Bankhaus Neelmeyer in Schwierigkeiten. Es kursierte im Juni eine anonyme und falsche Warnung vor einer bevorstehenden Zahlungsunfähigkeit. Privatkunden hoben täglich bis zu 5 Mio. DM bar von ihren Konten bei der Neelmeyer-Bank ab und Schecks der Bank wurden nicht mehr angenommen. Die Bremer Sparkasse erhöhte daraufhin ihre Beteiligungen an der Bankhaus Neelmeyer AG drastisch, da ansonsten „schwere Schäden für die Bremer Wirtschaft gedroht hätten“ (Bremer Nachrichten vom 31. August 1974). Sie hielt danach ebenso viele Aktien wie die Bremer Landesbank. Die Bilanzsumme sank um 120 Mio. DM auf 427 Mio. DM. Die Bilanzsumme des Krisenjahres 1973 wurde erst 1977 wieder erreicht.
In den 1980er Jahren gehörte Helmut Landwehr (* 1916), der zuvor Vorstand des Bankhauses Neelmeyer AG war, dem Aufsichtsrat des Bankhauses an und die Aktien der Bank gingen an die Bayerische Hypotheken- und Wechselbank. Seit 1996 war die Vereins- und Westbank AG Alleinaktionärin. 1997 wurden die Geschäftsaktivitäten der Konzernschwester Geestemünder Bank AG übernommen und eine Niederlassung in Bremerhaven gegründet. Danach war die Bank eine hundertprozentige Tochtergesellschaft der Unicredit Bank AG aus München.

### Übernahme durch die Bremer Kreditbank und Ende der rechtlichen Selbstständigkeit
Im März 2016 hat die Bremer Kreditbank (BKB) das Bankhaus Neelmeyer gekauft; seit dem 1. April 2017 war das Bankhaus eine hundertprozentige Tochtergesellschaft der BKB und kein Mitglied der Cash Group mehr.
Ende 2017 wurden die Geschäftsstellen in Bremen-Schwachhausen und Bremerhaven geschlossen.
Nachdem die Bremer Kreditbank AG Ende August 2018 auf deren Tochtergesellschaft Oldenburgische Landesbank AG (OLB) verschmolzen wurde, war die Bankhaus Neelmeyer AG zunächst eine Tochtergesellschaft der OLB. Zum Jahreswechsel 2018/2019 wurde dann auch die Bankhaus Neelmeyer AG auf die OLB verschmolzen. Seitdem firmiert das Bankhaus Neelmeyer als rechtlich unselbstständige Zweigniederlassung der OLB.

## Gebäude

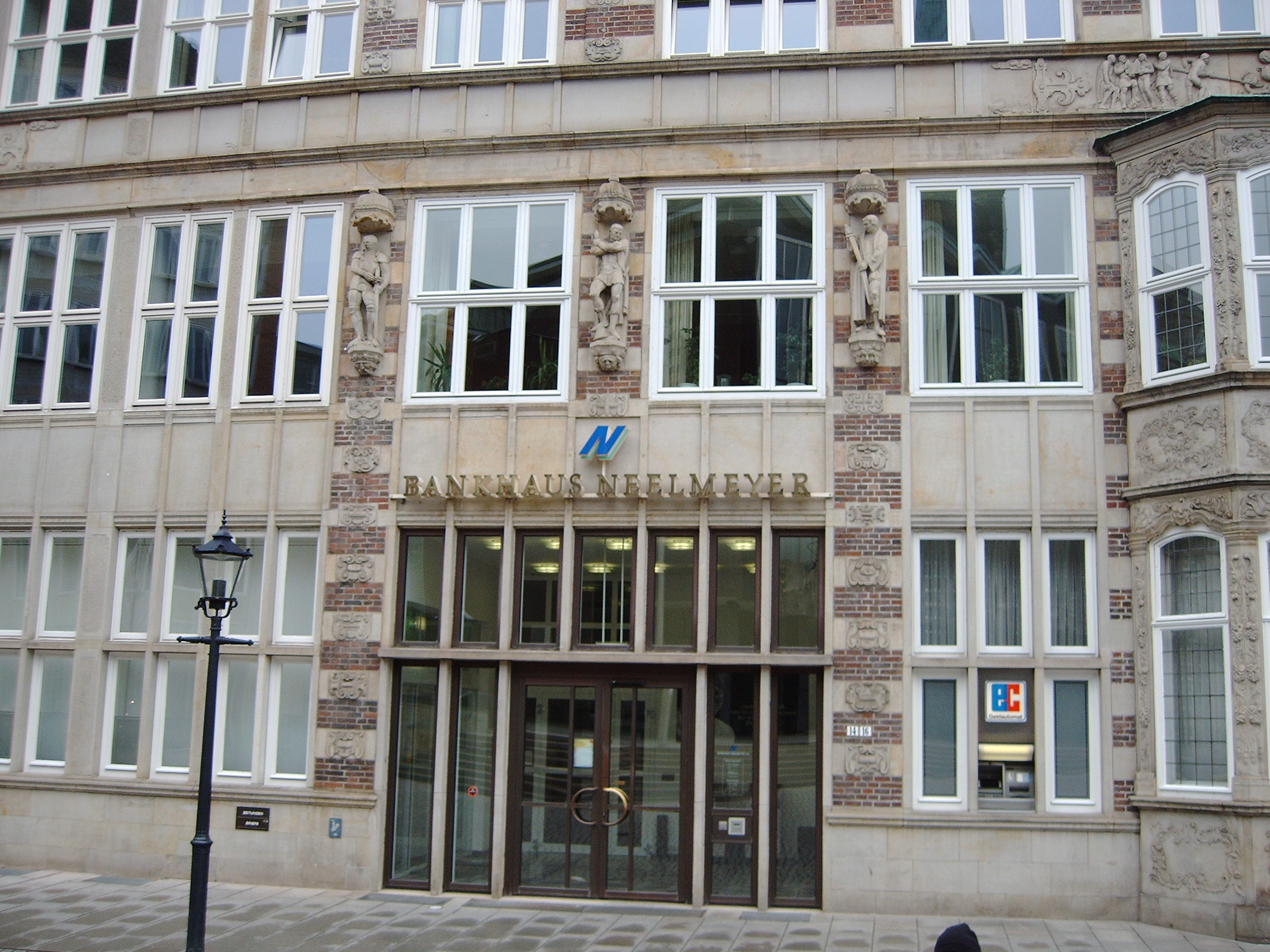
Haupteingang

Das Gebäudeensemble Am Markt 14 bis 16 bestand aus
- Nr. 14, der Bremische Hypothekenbank von 1895 bis 1898 von Albert Dunkel und
- Nr. 15–16, der Niedersächsische Bank von 1893 von Fritz Dunkel und Hermann Meyer, mit der Utlucht vom Wilcken’schen Haus von um 1650.

Als eines der letzten Bürgerhäuser am Marktplatz musste 1893 das um 1650 errichtete Wilcken’sche Haus einem neuen Geschäftshaus weichen. Die Niedersächsische Bank ließ das benachbarte Haus Am Markt 16 abreißen und errichtete einen Neubau, der Fassadenelemente des Wilcken’schen Hauses, wie den Giebel aus der Spätrenaissance, wiederverwendete.
Die bis dahin selbstständigen Gebäude Nr. 15 und 16 wurden 1912 durch den Umbau nach Plänen des Architekten Rudolf Jacobs zu einem viergeschossigen Restaurations- und Bürohaus zusammengefasst. Die damit verbundene Verdoppelung des Giebels und die Aufstockung des Gebäudes erfolgte gegen den Widerstand der Kunstkommission des Senats. Trotzdem wurde der Bau 1917 unter Denkmalschutz gestellt. Nach der Kriegszerstörung von 1944 wurde um 1948 bis 1950 auf eine Wiederherstellung der Giebel verzichtet. Der Wiederaufbau erfolgte nach Plänen des Architekten Herbert Anker. Nur eine Auslucht (Utlucht) des Wilcken’schen Hauses blieb bis heute am historischen Ort erhalten.
Seit 1927 war das Bankhaus Neelmeyer Eigentümer des Gebäudes Am Markt Nr. 14, das zum Frühjahr 2022 an einen regionalen Investor verkauft wurde und derzeit bis voraussichtlich Anfang 2024 saniert wird. Seit 1954 hat die Bank ihren Stammsitz Am Markt 14 bis 16. Bis zum Wiedereinzug nach der Sanierung ist das Team des Bankhauses Neelmeyer vorübergehend in das OLB-Kompetenzcenter an der Wachtstraße in Bremen umgezogen.
Denkmalschutz

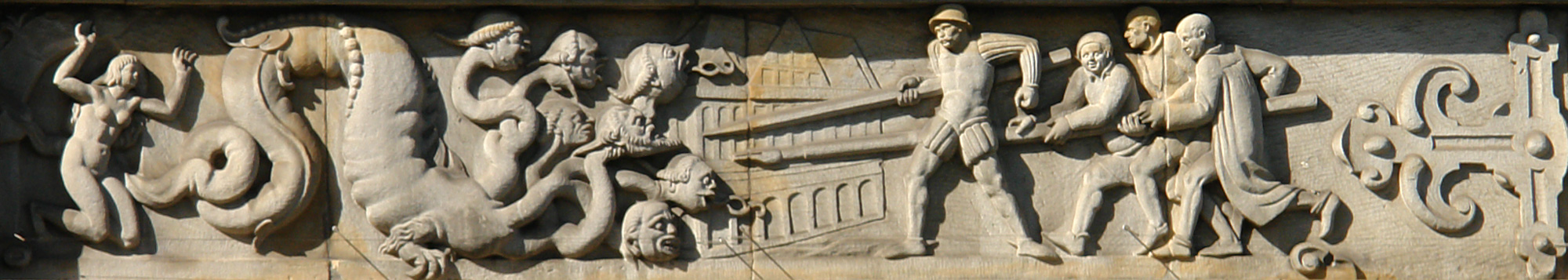
Eines der Reliefs von Georg Arfmann

Das Gebäudeensemble steht auch wegen der zahlreichen Reliefs, die von dem Bremer Bildhauer Georg Arfmann angefertigt wurden, seit 1973 unter Denkmalschutz.